# Pátroha
Pátroha là một thị trấn thuộc hạt Szabolcs-Szatmár-Bereg, Hungary. Thị trấn này có diện tích 39,22 km², dân số năm 2010 là 2897 người, mật độ 74 người/km².